# Pezuela de las Torres
Pezuela de las Torres település Spanyolországban, Madrid tartományban. Pezuela de las Torres Santorcaz, Pioz, Loranca de Tajuña, Escariche, Fuentenovilla, Ambite, Olmeda de las Fuentes, Nuevo Baztán és Corpa községekkel határos. Lakosainak száma 989 fő (2024).

## Népesség
A település népessége az utóbbi években az alábbiak szerint változott:
| Lakosok száma | 491  | 492  | 744  | 826  | 796  | 795  | 816  | 842  | 931  | 989  |
|               | 2001 | 2004 | 2007 | 2009 | 2012 | 2014 | 2017 | 2019 | 2022 | 2024 |